# Sol (dia marciano)
Sol é o nome por que normalmente é designado o dia solar marciano. Tem duração média de 24 horas, 39 minutos e 35,244 segundos.

## Dia sideral e dia solar

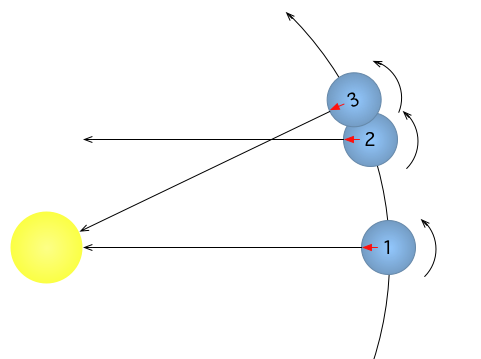
Diferença entre dia sideral e dia solar

Não se deve confundir o que normalmente se chamada de sol/dia (o chamado dia solar) com o período de rotação do planeta (o  dia sideral). O dia solar, que corresponde a 24 horas 39 minutos e 35,244 segundos em Marte ou 24h 0,002s na Terra é o tempo médio que o Sol demora entre duas passagens consecutivas por um determinado meridiano. O dia sideral, que corresponde a 24h 37m 22,663s  segundos em Marte ou 23h 56m 4,2s na Terra é o tempo médio que o planeta demora a fazer uma rotação completa. A diferença entre os dois períodos deriva da conjugação entre os movimentos de rotação e de translação. Num planeta prógrado como a Terra ou Marte, o dia sideral é mais curto que o dia solar. No instante 1, o Sol e uma determinada estrela distante estão alinhados no zénite. No instante 2 o planeta completou uma rotação de 360º e a estrela está novamente no zénite (o período entre 1 e 2 corresponde a um dia sideral). Só uns minutos mais tarde, no instante 3, o Sol chega ao zénite, completando um dia solar (período entre os instantes 1 e 3).

## Medição do tempo em Marte
Dada a semelhança entre o dia terrestre e o dia marciano (uma diferença de 2,7 %) surge a tentação de convencionar um sol de 24 "horas" marcianas, onde cada "hora", "minuto" ou "segundo" é 2,7% mais longo que as correspondentes unidades padrão usadas na Terra. É esta convenção que é usada pelas sondas e satélites de exploração Marciana, como por exemplo as sondas Spirit e opportunity.Embora prático esta solução faz com que o segundo com unidade  do Sistema Internacional de Unidades deixe de ser usada em Marte.

## Equação do tempo

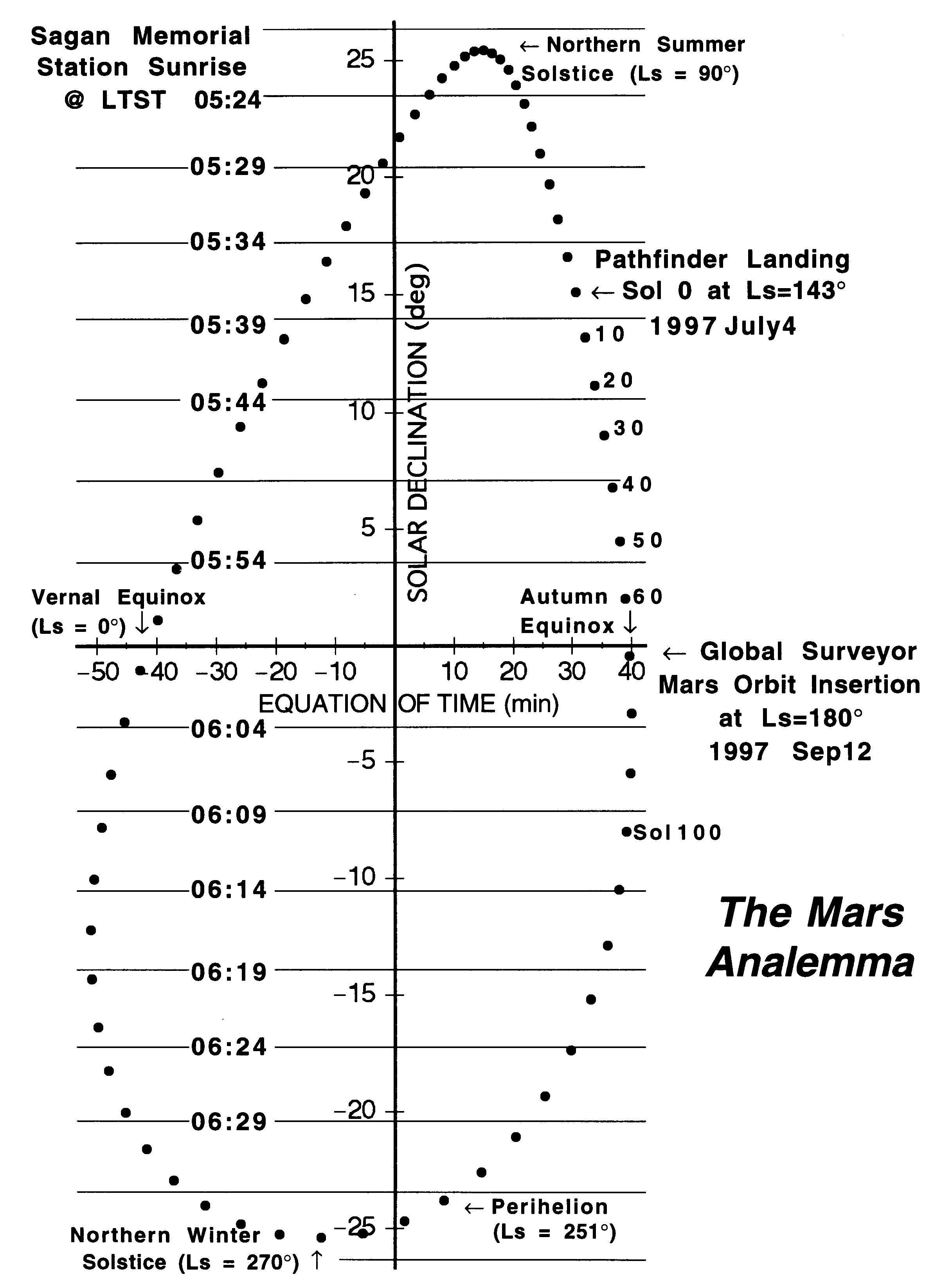
O analema para Marte

Tal como na Terra, também existe o fenómeno que se convencionou chamar de equação do tempo. Esta "equação" é a diferença entre o "tempo solar aparente" (o que é efetivamente observado) e o "tempo solar médio". Este desvio tem uma periodicidade anual e resulta da variação da inclinação de eixo de rotação do planeta em relação ao plano da eclíptica e da variação da velocidade orbital ao longo do ano. Na Terra esta diferença é no máximo de 16 m 23 s (por volta de 31 de outubro), mas em Marte, dada a grande excentricidade da sua órbita, esse valor chega aos 50 minutos. A equação do tempo pode ser representa num analema.